# Безана-ін-Бріанца
Безана-ін-Бріанца (італ. Besana in Brianza) — муніципалітет в Італії, у регіоні Ломбардія, провінція Монца і Бріанца.
Безана-ін-Бріанца розташована на відстані близько 500 км на північний захід від Рима, 28 км на північ від Мілана, 14 км на північ від Монци.
Населення — 15 520 осіб (2014).

## Демографія
Населення за роками:

Станом на 1 січня 2023 року в муніципалітеті офіційно проживало 936 іноземців з 73 країн, серед них 218 громадян країн Євросоюзу та 79 громадян України.

## Уродженці
- Деметріо Альбертіні (*1971) — відомий у минулому італійський футболіст, півзахисник, згодом — спортивний функціонер.

## Сусідні муніципалітети
- Бріоско
- Карате-Бріанца
- Казатеново
- Корреццана
- Монтічелло-Бріанца
- Ренате
- Тріуджо